# Гуде, Тьерри
Тьерри Гуде (фр. Thierry Goudet; род. 11 ноября 1962, Шато-Гонтье) — французский футболист и тренер. В качестве игрока выступал на позиции полузащитника.

## Биография
Игровую карьеру Гуде начал в клубе «Лаваль», именно там он сыграл свои первые матчи на профессиональном уровне. В составе этого клуба он смог провести шесть лет, за это время сыграв почти 200 матчей в высшем французском дивизионе. В 1986 году перешёл из «Лаваля» в «Брест», где смог провести два года, продолжая часто появляться на поле. В 1988 году Гуде отправился в «Ренн», а в 1991 — в «Гавр», за обе команды он провёл более 50 матчей в французских лигах. В 1993 году вернулся в свой первый клуб, «Лаваль», спустя сезон в составе которого завершил карьеру футболиста.
Практически сразу после этого Тьерри Гуде стал работать футбольным тренером в любительской команде «Боншам-ле-Лаваль». В 1997 году оказался в клубе третьей лиги Франции «Туар», после этого работал в таких командах как «Ле-Ман», «Гренобль», «Брест» и «Кретей», а в 2017 году стал тренером «Лаваля», в котором ранее провёл значительный отрезок игровой карьеры. Вместе с «Ле-Маном» в сезоне 2003/04 года впервые в карьере в качестве главного тренера команды выступил в высшей французской лиге.